# Chevrolet Tahoe
Il Tahoe è uno Sport Utility Vehicle prodotto negli Stati Uniti d'America dalla General Motors e commercializzato con il marchio Chevrolet a partire dal 1995; nel 2015 ne è stata presentata la quarta generazione e poi nel 2021 ne è stata presentata la quinta. Viene venduto anche con il marchio GMC come GMC Yukon.
Nei vecchi modelli era anche disponibile come pick-up avente 2 porte e con la scritta Tahoe colorata con la bandiera americana.
Sino al 2006 il Tahoe era ufficialmente importato in Europa tramite la rete ufficiale dei concessionari Cadillac-Chevrolet. In seguito, nel vecchio continente, è rimasto in listino soltanto nella Federazione Russa ove è presente tuttora.
Nelle versioni più recenti è dotato di un motore di 5300 cm³ di cilindrata; quello a benzina e trazione integrale è capace di erogare 355 CV di potenza o 261 kW; il cambio è a 6 marce automatico.